# Mary Martin (artiste)
Pour les articles homonymes, voir Mary Martin et Martin.
Mary Adela Martin (née Balmford le 16 novembre 1907 à Folkestone et morte le 9 octobre 1969 à Londres) est une artiste britannique surtout connue pour sa peinture abstraite géométrique et pour ses collaborations avec son mari Kenneth Martin.

## Biographie
Mary Balmford étudie au Goldsmiths' College de Londres de 1925 à 1929 et au Royal College of Art de 1929 à 1932. Elle rencontre Kenneth Martin, qu’elle épouse en 1930. Elle expose à l’Artists' International Association (en) à partir de 1934, principalement comme peintre de natures mortes et paysages, sous son nom de jeune fille. Pendant la guerre, Mary Martin enseigne le dessin, le design et le tissage à la Chelmsford School of Art de 1941 à 1944, mais abandonne lorsqu'elle tombe enceinte de son premier enfant.
Martin s'oriente vers l'abstraction pure à la fin des années 1940 en peignant son premier tableau abstrait en 1950, réalise ses premiers reliefs en 1951 et sa première construction autoportante en 1956. Martin et son mari ont collaboré à la section Environnement de l'exposition phare This Is Tomorrow. Martin participe à des expositions collectives d'art construit en Angleterre et à l'étranger, notamment Konkrete Kunst, Zürich 1960, et Experiment in Constructie, Stedelijk Museum, Amsterdam, 1962. Martin conçoit un écran pour le Musgrave Park Hospital de Belfast (1957), des reliefs pour le SS Oriana de l'Orient Line (1960) et une construction murale pour l'Université de Stirling.
Martin est co-lauréat du prix de peinture John Moores en 1969 avec Richard Hamilton . Elle est la première femme à recevoir ce prix.
Mary Martin est décédée le 9 octobre 1969 à Londres.

## Postérité
En 1984, la Tate Gallery organise une rétrospective de son travail. En 2007, le Camden Arts Center organise une exposition du travail de Mary et Kenneth Martin.